# Palpomyia riouxi
Palpomyia riouxi is een muggensoort uit de familie van de knutten (Ceratopogonidae). De wetenschappelijke naam van de soort is voor het eerst geldig gepubliceerd in 1951 door Huttel & Huttel.